# Cabale
Pour les articles ayant des titres homophones, voir kabbale, kabal, kabale et cabal.
Une cabale est une forme de complot ourdi par un groupe de personnes unies autour d’un projet secret visant à conspirer pour le succès de leurs opinions et de leurs intérêts au sein d’un État ou d’une communauté donnée.

## Origine du mot
La kabale signifie « arbre de vie ». Elle est considérée comme une carte de la conscience et un symbole géométrique de l'Univers (Richard Buckminster Fuller et la théorie sur la géométrie de l'Univers)[réf. nécessaire].

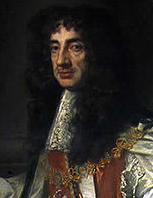
Charles II gouverna avec le ministère de la Cabale de 1669 à 1674.

Kabbale (Qabalah en hébreu) signifie « réception » au sens le plus général mais le terme est parfois interprété comme « tradition ».
Le terme kabbale se diffuse à partir du XIIIe siècle en Catalogne, en Castille, en Languedoc et en Provence, puis dans le reste de l'Europe, grâce notamment au rayonnement de l’Ecole kabbalistique de Gérone. Au fil des siècles, les termes Kabbale puis cabale apparaissent dans la langue française,. L'orthographe caballe (caballe monastique, Rabelais, le Tiers-livre, 1546) est parfois utilisée.
Le philosophe et philologue français Charles Mopsik rappelle la différence orthographique entre cabale et kabbale :

« La première graphie a été consacrée en français depuis plusieurs siècles alors que la seconde, importée de l'allemand, a été employée en France dans le but de distinguer la « Cabale » des occultistes et autres mystériosophes douteux de la « Kabbale » de la tradition juive authentique. Cette distinction graphique est devenue inutile depuis que « Kabbale » a été adoptée par les occultistes précités. »

Le mot anglais cabal dans son interprétation moderne apparaît ensuite en Angleterre au XVIIe siècle, sous les règnes de Jacques Ier et de Charles Ier pour désigner une doctrine ésotérique ou un secret.
Dès la seconde moitié du XVIIe siècle, le mot se répand dans les milieux politiques : cabale des Importants en France, ministère de la Cabale en Angleterre.

## Cabales au théâtre en France

### Durant la société d'ancien régime
On a surtout employé cette expression en matière de théâtre, pour désigner un complot formé dans le but de faire tomber une œuvre ou un acteur. On l’a quelquefois aussi appliquée à une ligue dont le but est au contraire de faire applaudir à outrance.
C’est une cabale qui, sur un signe de Richelieu, se mit à attaquer le Cid de Corneille et qui débuta par l’écrit de Scudéry intitulé Observations critiques sur le Cid (1637). Appelée à donner son avis, l’Académie française censura bien la pièce, mais le cardinal n’en fut pourtant pas satisfait, parce que des éloges se mêlaient aux critiques du poète. L’impuissance de cette cabale d’un grand corps littéraire au service d’un ministre omnipotent ne fit que mieux ressortir le triomphe de Corneille :
En vain contre le Cid un ministre se ligue,
Tout Paris pour Chimène a les yeux de Rodrigue ;
L’Académie en corps a beau le censurer,
Le public révolté s’obstine à l’admirer.

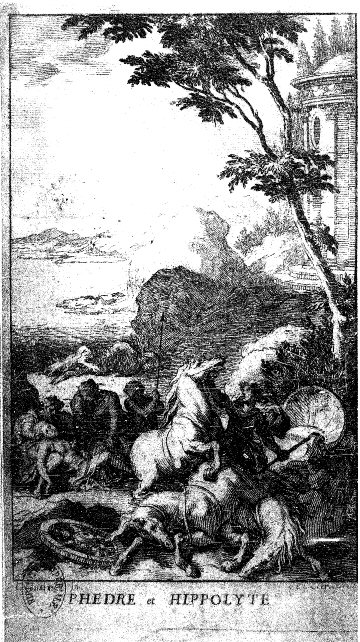
La Phèdre de Racine, victime d’une cabale.

Une autre cabale très fameuse du XVIIe siècle est celle montée contre la Phèdre de Racine qui eut à sa tête la duchesse de Bouillon, le duc de Nevers et Antoinette Des Houlières. Ayant connu d’avance le sujet sur lequel travaillait Racine, ils poussèrent Pradon à le traiter de son côté. Pradon fit Phèdre et Hippolyte en trois mois et les deux pièces parurent à deux jours d’intervalle, les 1er et 3 janvier 1677, l’une sur le théâtre de l’hôtel de Bourgogne, l’autre sur le théâtre de la rue Guénégaud. La duchesse de Bouillon loua pour les six premières représentations les loges des deux théâtres et laissa vides celles de l’hôtel de Bourgogne, pour faire croire à la chute de la Phèdre de Racine, tandis que toute la cabale remplissait la salle Guénégaud de ses applaudissements. D’abord trompé par cette manœuvre, le public ne tarda pas à traiter les deux pièces suivant leurs mérites et il ne resta plus à Pradon que la consolation d’accuser une cabale imaginaire de son insuccès final.
La cabale des dévots essaya de saboter certaines pièces de Molière considérées comme trop osées. La technique consistait à remplir la salle de spectateurs acquis à la cabale lors des premières représentations, qui font tout (bruits, sifflets, rires, etc) pour que le public n'apprécie pas la pièce. Si la cabale fonctionne correctement, la pièce discréditée ne reste que très peu de temps à l’affiche, ce qui est la forme de censure voulue par les cabalistes.
Au XVIIIe siècle, il exista une cabale puissante chargée d’applaudir les œuvres de Voltaire, et quelquefois de siffler celles de ses adversaires ou de ses rivaux. Thiriot et le marquis de Villette en firent partie, mais elle eut pour chefs actifs les chevaliers de Mouhy et de La Morlière. Mouhy, « pauvre à faire pitié et laid à faire peur » recevait de Voltaire deux cents livres par an pour soutenir ses pièces au théâtre et lui rendre quelques autres services. La Morlière, qui finit, comme le précédent, par tomber dans le mépris, commença par en imposer avec son ton moitié d’homme du monde, moitié d’homme de lettres. On ne sait pas à combien montèrent les indemnités qu’il recevait, soit des amis de Voltaire, soit de Voltaire lui-même. Il avait son quartier général au café Procope et y recrutait sa troupe, composée de volontaires et de soudoyés. Il annonçait d’avance le succès ou la chute de la pièce qu’on allait jouer, et, pendant la représentation, il donnait le signal des applaudissements ou des murmures. Sa tyrannie finit par s’exercer sur tout ce qui paraissait au théâtre, il n’y avait pas d’acteur ou d’actrice qui, pour ses débuts, ne redoutât et ne cherchât à se concilier la cabale de La Morlière.
Sous le règne de Louis XVI, deux cabales fameuses partagèrent la cour et la ville, celle des Gluckistes et des Piccinistes. Bien que relatives à la musique, les écrivains qui y prirent part et les écrits publiés de part et d’autre rendirent la querelle aussi littéraire que musicale : du côté de Gluck étaient Suard, l’abbé Arnaud, le bailli du Roullet ; du côté de Piccini se rangeaient Marmontel, Jean-François de La Harpe, Ginguené, d'Alembert. C’étaient là deux partis plutôt que deux cabales, car ils agissaient au grand jour, et le propre de la cabale est de se tramer dans l’ombre comme une conspiration, mais au-dessous des chefs qui s’attaquaient franchement et à visière découverte, il y avait des soldats qui employaient les manœuvres détournées et transformaient les partis en cabales.

### Après la révolution
Parmi les cabales qui s’élevèrent à diverses époques contre des acteurs dont la réputation a survécu, il y a encore celle qui, pendant dix-sept mois, prolongea les débuts de Lekain. La plupart des comédiens eux-mêmes la favorisèrent, et firent venir de Bordeaux Bellecour dans le dessein de le lui opposer. Cette situation pénible finit par ce mot de Louis XV, qui venait de le voir dans Orosmane : « II m’a fait pleurer, je le reçois. » Les mémoires sur le théâtre sont pleins de détails sur les cabales qui soutenaient, soit Mademoiselle Clairon, soit Mademoiselle Dumesnil. Talma eut plusieurs fois à souffrir de la cabale : d’abord, dans ses commencements, lorsqu’il tenta la réforme du costume déjà essayée par Lekain, presque tout le parterre se tourna contre lui, répétant le mot de Louise Contat : « Voyez donc Talma, qu’il est ridicule ! Il a l’air d’une statue antique. » Puis, en 1795, lorsque ses succès hors de la Comédie-Française excitèrent les haines contre lui, il se vit accusé par une portion du public d’avoir persécuté durant la Terreur ses anciens camarades, et on voulut le contraindre à faire amende honorable. Il apaisa le tumulte en disant avec véhémence : « Citoyens, tous mes amis sont morts sur l’échafaud ! »

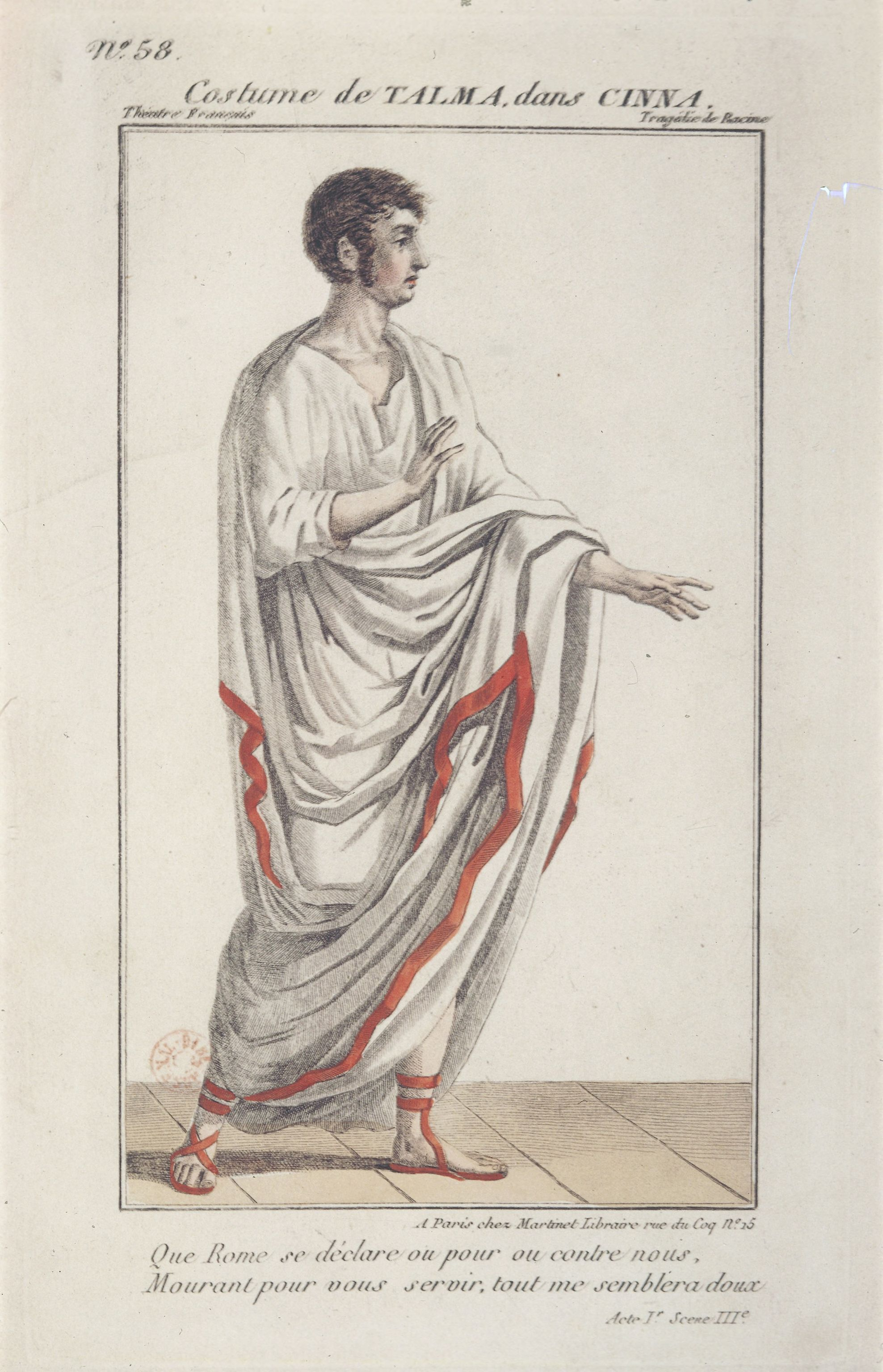
Sa tentative de réforme du costume valut à Talma une cabale.

Au temps de l’Empire, une cabale nombreuse, entraînée par la fougue, le faux brillant et les qualités extérieures de Pierre Lafon, essaya longtemps de l’opposer à Talma et même de le placer au-dessus de lui.
Vers la même époque, deux autres cabales, l’une contre Catherine-Joséphine Duchesnois, l’autre contre Mademoiselle George, amenèrent au Théâtre-Français des scènes violentes. Mademoiselle Duchesnois venait de débuter avec éclat, mais d’un extérieur peu favorable et sans majesté, elle eut bien de la peine à lutter contre la beauté splendide de Mademoiselle George, qu’on lui opposa presque aussitôt après ses débuts, et que soutenait le critique Geoffroy, alors dans toute sa puissance.
Les deux actrices avaient le même emploi (théâtre), celui de reine, ce qui renforçait leur concurrence. Les cabales à leur sujet prolongeaient la vie politique, et le théâtre s'y substituait comme lieu d'affrontement, remplaçant même quelquefois des opérations militaires : le public s'affrontait à tel point que le gouvernement décida d'y mettre de l'ordre, en obligeant les deux actrices à partager avec équité leurs rôles. Le gouvernement commanda également la représentation de Iphigénie (Racine), dont la distribution permettait la réunion sur scène des deux actrices. Ce dispositif plût au public, mais sans que baissent beaucoup les disputes.
Le départ de George pour la Russie, en 1808, mit fin à cette rivalité et à ces cabales.
On peut appliquer la même réflexion aux manières d’agir des écoles romantique et classique, lors des grandes luttes qui, vers 1830, amenèrent des scènes de pugilat au théâtre et des démonstrations grotesques contre Racine au foyer. Ensuite, les cabales d’une certaine durée ne se trouvèrent que dans les théâtres de province, où les spectateurs étaient en grande partie les mêmes chaque jour. À Paris, où il n’y eut plus comme avant un public d’habitués, où le parterre changeait chaque soir, tandis que l’affiche restait immuable, ces sortes de conspirations ne purent guère s’ourdir. Quelquefois cependant les rivalités d’intérêt, les passions politiques ou religieuses, bien rarement les convictions littéraires, firent naître des cabales éphémères, dont les sifflets se turent au bout de quelques soirées. Quant aux applaudissements, ils ne partirent plus de la cabale, mais de l’institution particulière qu’on appelle la claque.

## Autres cabales
On a quelquefois donné le nom de cabales littéraires aux partis formés à l’Académie française, ou dans le monde de cette Académie, pour amener l’élection d’un candidat que le mérite de ses œuvres ne suffirait pas à faire réussir. C’est ainsi qu’ont, de tout temps, succombé les candidatures d’écrivains et de poètes distingués devant une cabale donnant la majorité aux hommes politiques. On trouve aussi parmi les gens de lettres des associations d’admiration mutuelle, de chapelles qui réservent leurs louanges à certaines personnalités, à certaines œuvres et auquel convient mieux le nom de coteries.
Le mot est suffisamment à la mode en Europe pour que le dramaturge Friedrich von Schiller l’utilise dans le titre d’une de ses pièces, Cabale et Amour (ou Intrigue et Amour), en allemand Kabale und Liebe (1783).
En 1777, pendant la Révolution américaine, éclate en Amérique un complot supposé, la cabale de Conway (Conway Cabal). Une série de critiques remettent en cause les compétences militaires du général en chef George Washington, mais il existe peu de preuves solides qui permettent de conclure à l’existence d’un véritable complot visant à le discréditer.

## Culture populaire
- Dans la troisième saison de la série Blacklist, l'organisation qui menace Raymond Reddington est appelée par ses adversaires la « Cabale ».
- Dans Diablo III, Maghda gère un groupe de fanatiques appelé « La Cabale ».
- Dans la série télévisée canadienne Sanctuary, la « Cabale » est une organisation capturant des phénomènes contre leur gré dans le but de nuire au réseau des sanctuaires.
- Dans le manga Satan 666 la cabale est une arme regroupant 20 sephiroths dont 10 anges et 10 démons.
- Dans les comics Marvel, un groupe de super-vilains forme une organisation appelée « la Cabale ». Elle comprend Loki, The Hood, le docteur Fatalis, Emma Frost, Namor, et est commandée par Norman Osborn.
- Dans le jeu vidéo Tomb Raider : L'Ange des ténèbres, l'organisation secrète La Coterie est appelée « The Cabal » dans la version anglaise originale. Elle est dirigée en apparence par un alchimiste noir vieux de plus de 500 ans, Peter Van Eckhardt, mais est en réalité contrôlée par un nephilim appelé Joachim Carel.
- Dans le jeu vidéo Destiny, les « cabales » sont une race extraterrestre antagoniste dans l’intrigue.